# 밤하늘의 트럼펫
"밤하늘의 트럼펫"은 1968년 공개된 대한민국의 영화이다.

## 배역
- 남진
- 윤정희
- 주증녀
- 여운계